# Покахонтас
Покахонтас (Веровокомоко, 1595 - 21. март 1617) била је индијанска принцеза. Право име јој је било Матоака што на језику њеног народа значи мала чигра. Ушла је у историју захваљујући томе што је ризикујући свој живот 1609. спасла живот енглеског капетана Џона Смита. Рођена је 1595. у алгонквинском племену Поухатан, које је живело на простору данашње Вирџиније. Када је имала 13 година срела је капетана Џона Смита који као енглески колониста био заробљен у рату који су Индијанци водили против белаца. Када је дошао тренутак да буде погубљен, спустивши главу на његове руке спасла га је сигурне смрти. Љубав између њих двоје је кратко трајала јер се 27-годишњи капетан Смит морао вратити у Енглеску где су га чекали жена и син. Године 1614. Покахонтас је отео бродом Семјуел Аргал и држао као таоца док не буде ослобођен и последњи енглески колониста. За време путовања бродом у њу се заљубљује члан експедиције Џон Ролф (први донео дуван у Европу) с којим склапа брак у Џејмстауну 1614. Изненада се разболела 1617. и умрла у 22. години, а сахрањена је у Енглеској, где је последњи пут видела Џона Смита. Била је инспирација многих сликара, сценарија за филмове итд.

## Живот Покахонтас
О најранијем животу Покахонтас се релативно мало зна, укључујући тачан датум њеног рођења. Њена мајка је била једна од многих супруга поглавице Вахунсанакаве, који је владао племеном Поухатан и истоименом конфедерацијом подложних племена. Након што је родила кћер напустила је Поухатаново домаћинство, што је био тадашњи обичај међу Поухатанима.
Године 1607, када је Покахонтас имала 10 или 12 година, Енглеска је на обалама Вирџиније почела градити колонију звану Џејмстаун. Један од људи укључених у тај пројекат био је капетан Џон Смит. Њега су заробили ловци из племена Поухатан те га довели у насеље Веровокомоко, које је тада било једно од седишта конфедерације. Тамо је Смит, у складу с обичајима, требало да буде погубљен. У последњем тренутку пре погубљења се на његово тело као живи штит бацила Покахонтас те му тако спасила живот. Њен отац је тада одлучио не само Смиту поштедети живот, него га пустити да се врати у своје насеље.
Мотиви и права природа овог догађаја нису познати, а с обзиром да једини запис потиче од самог Смита, од 1860-их се међу историчарима јављају сумње да се он уистину догодио.
У сваком случају, Покахонтас и Смит су постали добри пријатељи, а то је пријатељство побољшало односе између саме колоније и племена, те омогућило Џејмстауну да се одржи у тешким условима оскудице. Сама Покахонтас је радо долазила у Џејмстаун да се игра с тамошњим дечацима.
Касније је Покахонтас отишла живети код племена Патавомек, који су били вазали Поухатана и имали територију око реке Потомак. У марту 1613. ју је Japazaws, поглавица Патавомека, заробио и предао енглеским колонистима из Џејмстауна како би се преко ње откупили два Енглеза заробљена од стране Поухатана. Поухатани су пристали вратити Енглезе, али не и њихово оружје, те су се обе стране припремале за рат. Сама Покахонтас је одведена у Хенрикус у данашњем округу Честерфилд. Тамо ју је свештеник Александар Витакер подучавао енглеском језику и хришћанској науци, а после је и крштена те добила име Ребека.
Након што су у марту 1614. отпочели оружани сукоби између колониста и Поухатана, код насеља Матцхот су одржани преговори приликом којих су Енглези покушали испословати мир предајом Покахонтас. Међутим, тада је Покахонтас рекла поглавицама Поухатана како је увређена тиме што ју је отац држао мање вредном од заплењеног енглеског оружја, те рекла како више воли живети међу Енглезима.
За време боравка у Хенрикусу, у Покахонтас се заљубио Џон Ролф, успешни узгајивач дувана чија је супруга недавно била умрла. Ролф је од гувернера тражио дозволу да се ожени њом, а кад ју је добио, пар се венчао 5. априла 1614. Њихово прво и једино дете - син Томас - родио се 30. јануара 1615.
Брак између Ролфа и Покахонтас је допринео смиривању тензија између колониста и домородаца, а нешто касније су власти колоније дошли на идеју да Покахонтас искористе како би привукли нове колонисте. Због тога су Ролф, она и још 11 припадника племена Поухатан 1616. отпутовали у Енглеску. Тамо су изазвали велику сензацију међу јавношћу, а једном приликом су доведени на двор краља Џејмса I. Тамо се срела и с Џоном Смитом, за кога је погрешно веровала да је био страдао у бродолому неколико година раније.
У марту 1617. су се Ролф и Покахонтас укрцали на брод који је требало да их врати у Вирџинију. Међутим, Покахонтас се због болести искрцала у Гравесенду. Тамо је и умрла и сахрањена, а место данас обележава споменик.

## Потомство Покахонтас
Покахонтас је имала само једног сина, а преко њега само једну унуку - Џејн Ролф - која је пак родила Џона Болинга, угледног војника и политичара који је дошао у сродство с многим другим угледним породицама - тзв. Првим породицама Вирџиније. Захваљујући томе, велики број познатих и угледних личности вуче порекло од Покахонтас, од којих је најпознатија Идит Вилсон, супруга председника Вилсона.
Неки извори тврде да и породица Буш, укључујући председнике Џорџа Буша Старијег и Џорџа Буша Млађег, потиче од Покахонтас, али се већина генеалога с тиме не слаже.

## Покахонтас у популарној култури
Релативно кратак живот Покахонтас је постао предметом бројних књижевних дела, при чему су се на оскудне историјске податке надовезивали митови и легенде које су често имале различити идеолошки садржај.
Најпопуларнији мотив тих дела је наводна љубавна веза између Покахонтас и Џона Смита, кога је „индијанска принцеза“ спасила од смрти због тога што се заљубила. Та иста легенда њену смрт тумачи сломљеним срцем након сусрета са Смитом у Енглеској, односно спознајом да се удала и родила дете погрешном човеку.
У 18. и 19. веку је, пак, легенда о Покахонтас уз своју романтичну, добила и политичке и верске конотације. Тако су хришћански фундаменталисти њено пријатељство с колонистима - који је, по њиховом тумачењу омогућио опстанак Џејмстауна - те каснији прелаз на хришћанство схватали као инструмент Божје воље која је белим англосаксонским протестантским насељеницима дала право да управљају северноамеричким континентом. Амерички националисти су је, пак, сматрали својеврсном прамајком америчке нације.
Крајем 20. века, поготово захваљујући покрету политички коректног деконструирања историје и историјских митова, прича о Покахонтас добија другачије тумачење, односно она се приказује као недужно дете природе коју су искористили брутални и бескрупулозни досељеници у циљу отимања земље Индијанцима. Тај став је можда најкарактеристичнији за Дизнијев анимирани филм Покахонтас из 1995. године.
Филм Нови свет Теренса Малика из 2005. године је, пак, биографију Покахонтас покушао драматизирати искључиво на темељу историјских података.